# Nobuo Kawaguchi
Nobuo Kawaguchi (川口 信男 Kawaguchi Nobuo?), född 10 april 1975 i Niigata prefektur, är en japansk före detta fotbollsspelare.
Kawaguchi började sin karriär 1998 i Júbilo Iwata. Han spelade 139 ligamatcher för klubben. Med Júbilo Iwata vann han japanska ligan 1999, 2002, japanska ligacupen 1998 och japanska cupen 2003. 2006 flyttade han till FC Tokyo. Han avslutade karriären 2008.